# DualShock
El DualShock (originalmente Dual Shock; registrado como DUALSHOCK o DUAL SHOCK) es una línea de mando de videojuegos con respuesta de vibración y controles analógicos desarrollados por Sony Interactive Entertainment para la familia de sistemas PlayStation.
El DualShock se introdujo en Japón en noviembre de 1997 y se lanzó en el mercado estadounidense en mayo de 1998. Primero se presentó como un periférico para la PlayStation original, una versión actualizada de la consola PlayStation incluía el controlador.
Posteriormente, Sony eliminó gradualmente el controlador digital que se incluyó originalmente con la consola, así como el Sony DualAnalog. 
A partir de 2008, se han vendido más de 28 millones de controladores DualShock bajo el nombre de la marca, excluyendo los controladores incluidos.

## Modelos

### DualShock

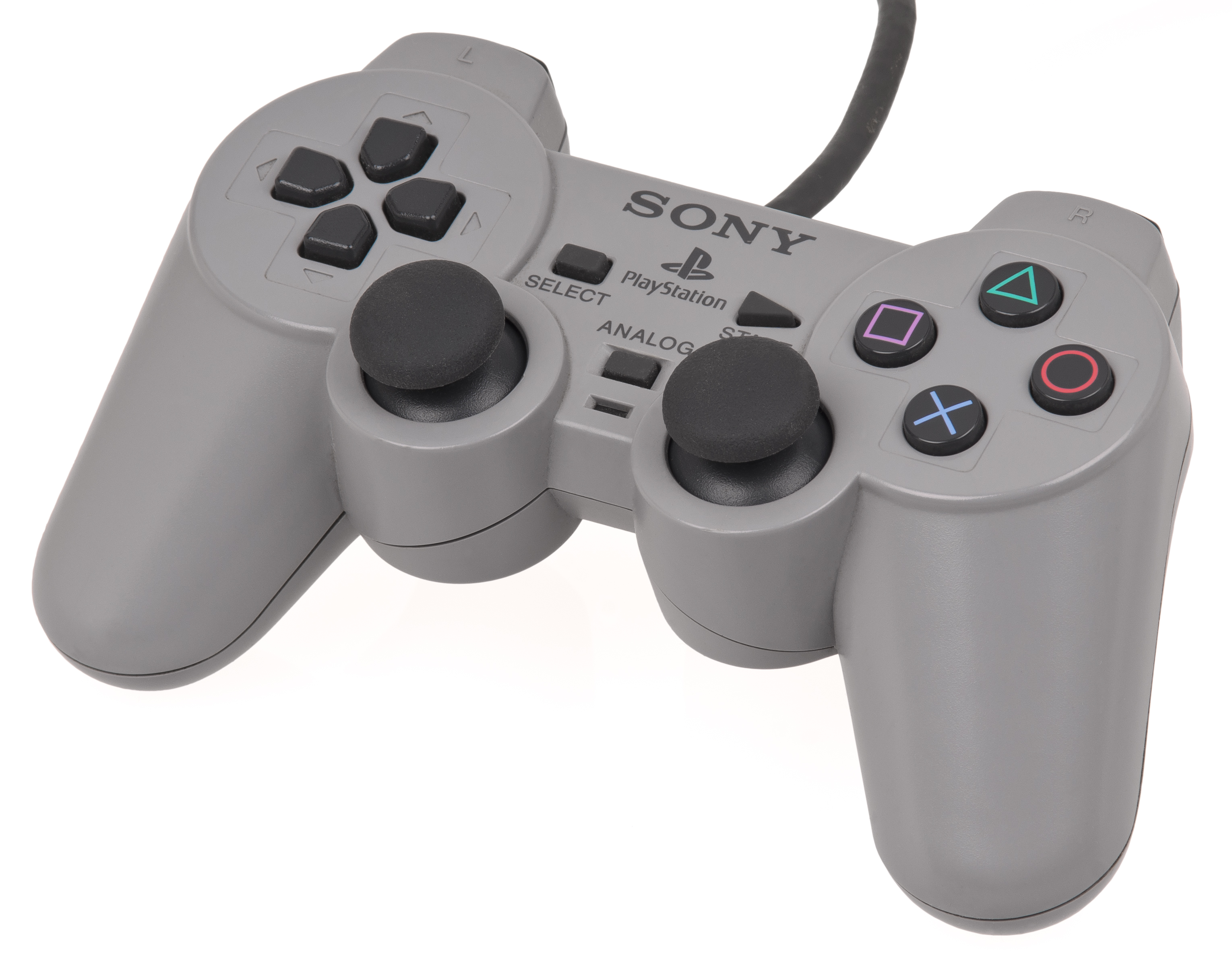
Primer modelo del DualShock

El mando es un elemento para jugar los juegos de PlayStation o PlayStation 2, como por ejemplo Ape Escape (que requería el uso de DualShock para poder jugar), Crash Bandicoot: Warped, Spyro the Dragon, Tekken 3 o Gran Turismo.
El primer mando analógico con vibración de Sony fue el DualAnalog (SCPH-1150), lanzado en Japón el 25 de abril de 1997, dos días antes que el Rumble Pak de su competidor Nintendo 64. Fue sustuido por el DualShock (SCPH-1200), el cual se lanzó el 20 de noviembre de ese mismo año, dotándole de dos motores de diferentes intensidades en lugar de un solo motor, de ahí la procedencia de su nombre.

### DualShock 2

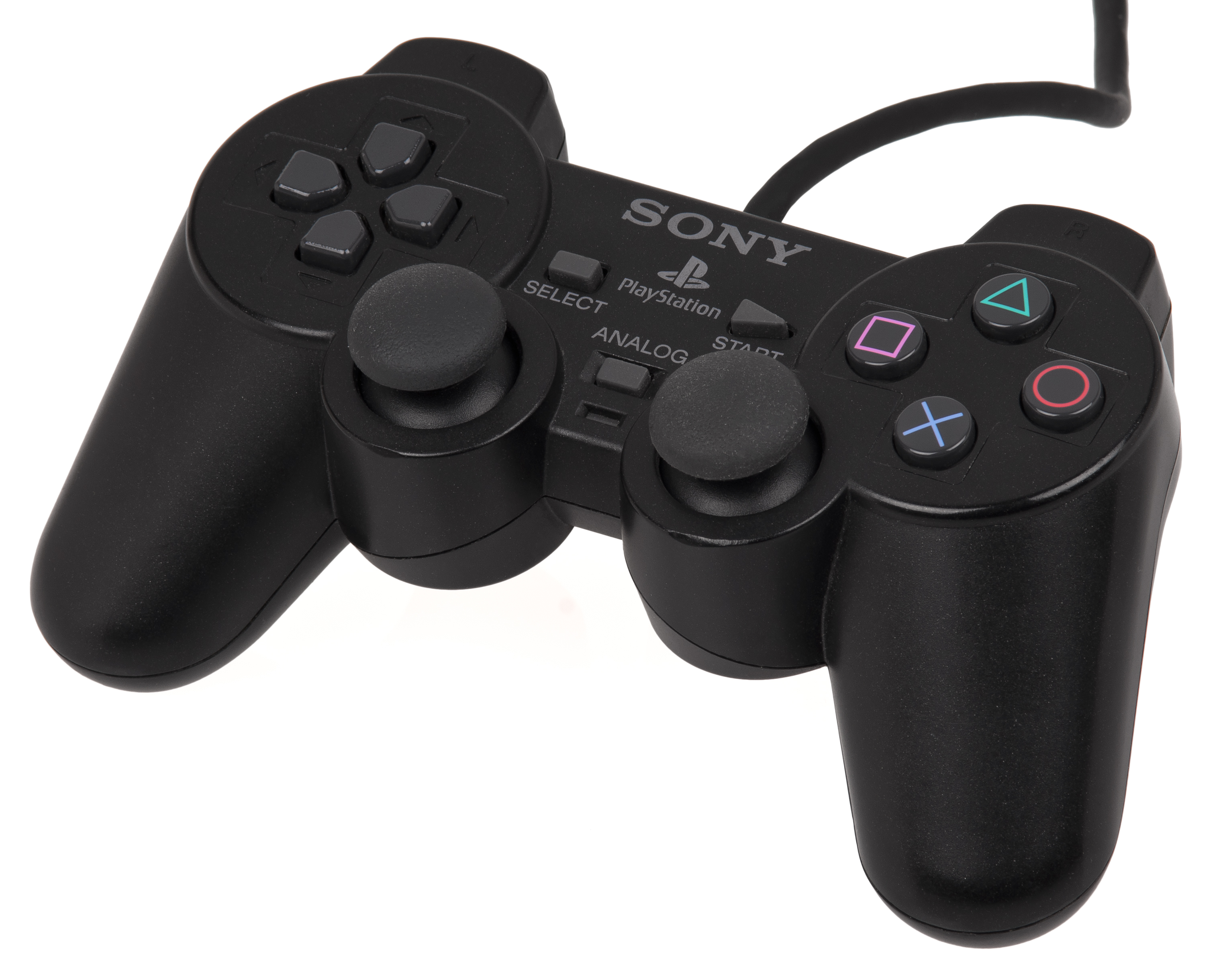
Mando DualShock 2 de la consola PlayStation 2 (Slim y Fat).

Con la PlayStation 2, el DualShock 2 (no confundir con el Analog Controller para PS2 sin vibración SCPH-10520) Controlador Analógico (SCPH-10010) incluida en ella era exactamente el mismo modelo, por fuera, qule el controlador DualShock original, pero de color negro y el logotipo "DualShock 2". Internamente redujeron su peso y todos los botones (excepto el Select, Start, modo Analógico, y los botones L3 y R3) funcionaban analógicamente, permitiendo detectar la diferencia de presión aplicada de hasta 8 bits de rango en los botones. El mando DualShock 2 es compatible con todos los juegos de la consola PlayStation. Fue descontinuado en el 2013 en Australia, Estados Unidos y Japón, y en 2014 en Latinoamérica y Europa.

### Sixaxis y DualShock 3

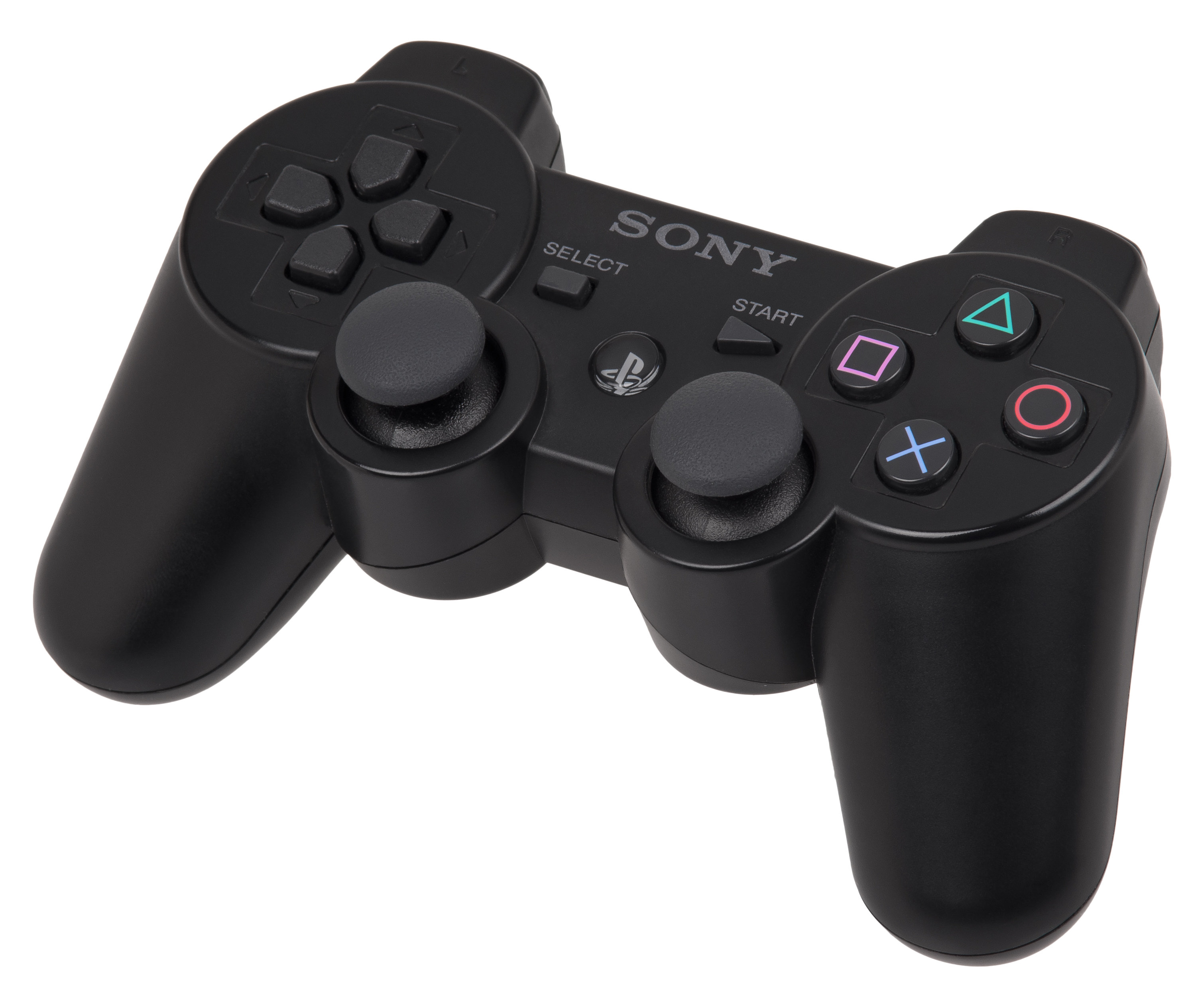
Mando Dualshock 3, control actual de la PlayStation 3.

En la PlayStation 3 llegó una importante revolución en el aspecto de controladores para consolas de Sony. El mando añadió la función de detección del movimiento y vibración. A este primer mando se le llamó Sixaxis, nombre que significa «seis ejes» haciendo referencia a los seis (six) ejes (axis) de detección de movimiento (3 para movimientos posicionales en el espacio mediante acelerómetros y 3 para la detección de rotación). Más tarde, debido a las críticas de los usuarios hacia la falta de vibración, se hizo una revisión del mando con el nombre DualShock 3, que añade la función de vibración de nuevo al mando:
Características:
- Tiene función inalámbrica a través de Bluetooth, con batería de litio de aproximadamente 30 horas de autonomía, cargándose a través de un cable USB-miniUSB. Además se puede conectar a la consola a través del mismo cable, sin necesidad de usar la función inalámbrica.[10]
- Los botones R2 y L2 son ahora gatillos analógicos.
- Al igual que en la PSP, se ha añadido el Botón Home (Botón PS) en el centro del mando, similar al botón Xbox Guide del mando de la Xbox 360.
- Tiene cuatro leds en la parte delantera, que permiten saber en qué puerto está conectado.
- Se ha mejorado su sensibilidad con respecto a su predecesor.
- Se introdujeron seis grados de libertad.

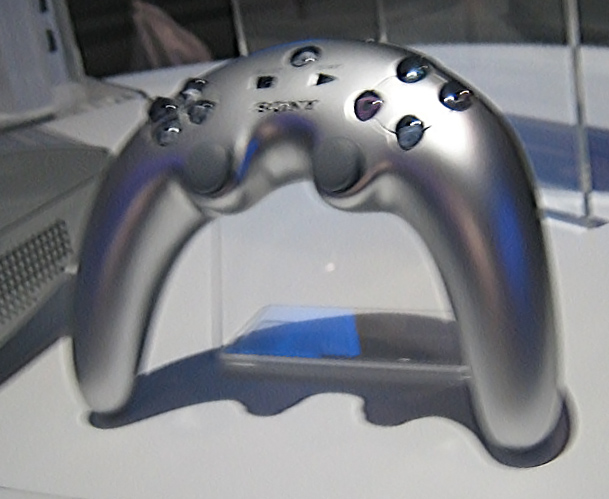
«Mando boomerang presentado el 2005 y oficialmente abandonado».

Al principio se diseñó un mando con forma de Boomerang pero fue abandonado, volviendo al diseño tradicional del DualShock.
La diferencia con el Control Remoto Wii (o WiiMote) es que el mando de la PlayStation 3 usa un chip para detectar los vuelcos del mismo, mientras que el mando de la Wii usa un sistema de chip giroscopio para sentir movimientos de desplazamiento, vuelco y aparte posicionamiento al apuntar gracias a los infrarrojos emitidos por una barra que se puede colocar encima o debajo de la televisión. 
Gracias a que Sony llegó a un acuerdo sobre unas patentes con la empresa inventora del sistema de vibración (Immersion), se ha presentado oficialmente la revisión del Sixaxis, llamada DualShock 3, que vuelve a tener la función de vibración. Se lanzó para noviembre del 2007 en Japón, en primavera de 2008 en Norteamérica y el 4 de julio de 2008 en Europa. Se ha añadido la tecnología Touch sense, que permite la vibración independiente de los dos motores de vibración, usar diferentes potencias, vibrando más o menos fuerte dependiendo de la situación, y poder vibrar en varias ráfagas seguidas.

Muchos de los juegos que fueron desarrollados con el Sixaxis han sido actualizados a través de PlayStation Network para poder usar la vibración del nuevo mando, al igual que estrenados a partir de su lanzamiento, que fueron compatibles desde el principio. El Sixaxis fue descontinuado a principios de 2008, y la DualShock 3 fue descontinuada en 2018.

### DualShock 4

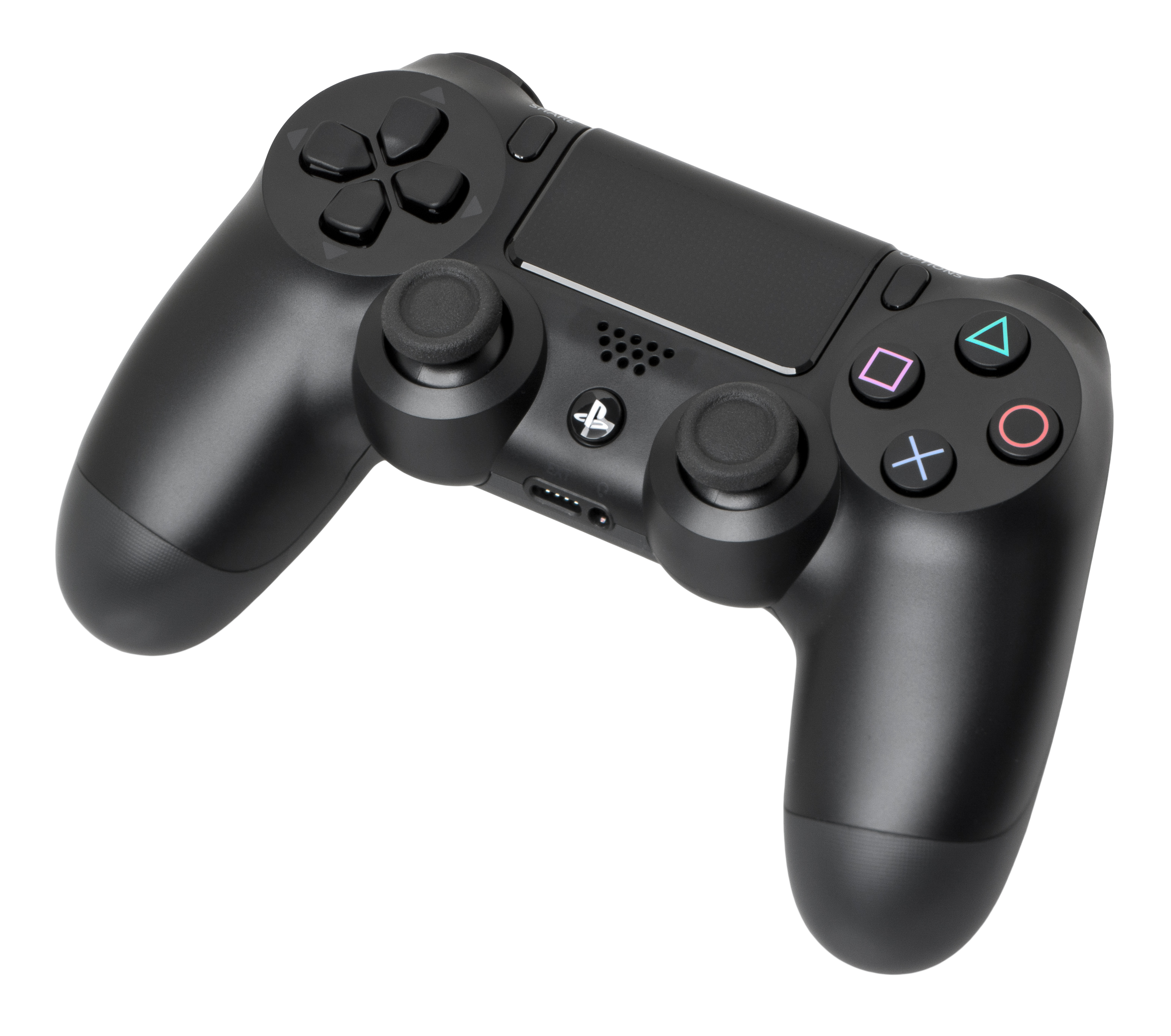
Imagen oficial del DualShock 4

DualShock 4 fue anunciado el 20 de febrero de 2013 y fue lanzado el 15 de noviembre de 2013 junto con la PlayStation 4, en la conferencia PlayStation Meeting, junto con la confirmación de la PlayStation 4. Es el primer mando de la línea DualShock en cambiar significativamente su diseño, presentando un diseño más redondeado que sus predecesores. Presenta un panel táctil parecido al usado en la PlayStation Vita. Posee un diseño más ergonómico, junto con una barra de luz LED en su parte frontal, la cual cambia de color de acuerdo al número de jugador (Jugador 1 azul, jugador 2 rojo, jugador 3 verde, jugador 4 morado), tomando los cuatro colores de los botones emblemáticos de Playstation; además en juegos de un solo jugador se permite a los desarrolladores cambiar el color o la intensidad del LED para crear efectos relacionados con el juego, como por ejemplo cuando el jugador recibe daño. Cabe destacar que el Mando cambia a naranja cuando se conecta a cualquier dispositivo con Bluetooth o por medio de USB. Además incluye un pequeño altavoz en el centro por arriba del botón PS, dando indicios al jugador en algunos juegos, eventos significativos por medio de un sonido como golpes, apertura de puertas, estado de vida, mejorando la experiencia de inmersión en el juego.
Los botones Start y Select han sido remplazados por un solo boton Options. El DualShock 4 también cuenta con un botón "Share" (Compartir) que permite al usuario hacer grabaciones de lo que juega o hacer streaming a través de Twitch, Ustream y YouTube.
También el mando es compatible con la PlayStation 3 y accesible para cualquier juego.
Con la salida de PlayStation 4 Slim y PlayStation 4 Pro se rediseñó el mando de DualShock 4, conocidos como DualShock V2 (CUH-ZCT2), que presentaban un ligero cambio, que ahora la luz led se nota a través del panel táctil del mando.

### DualSense

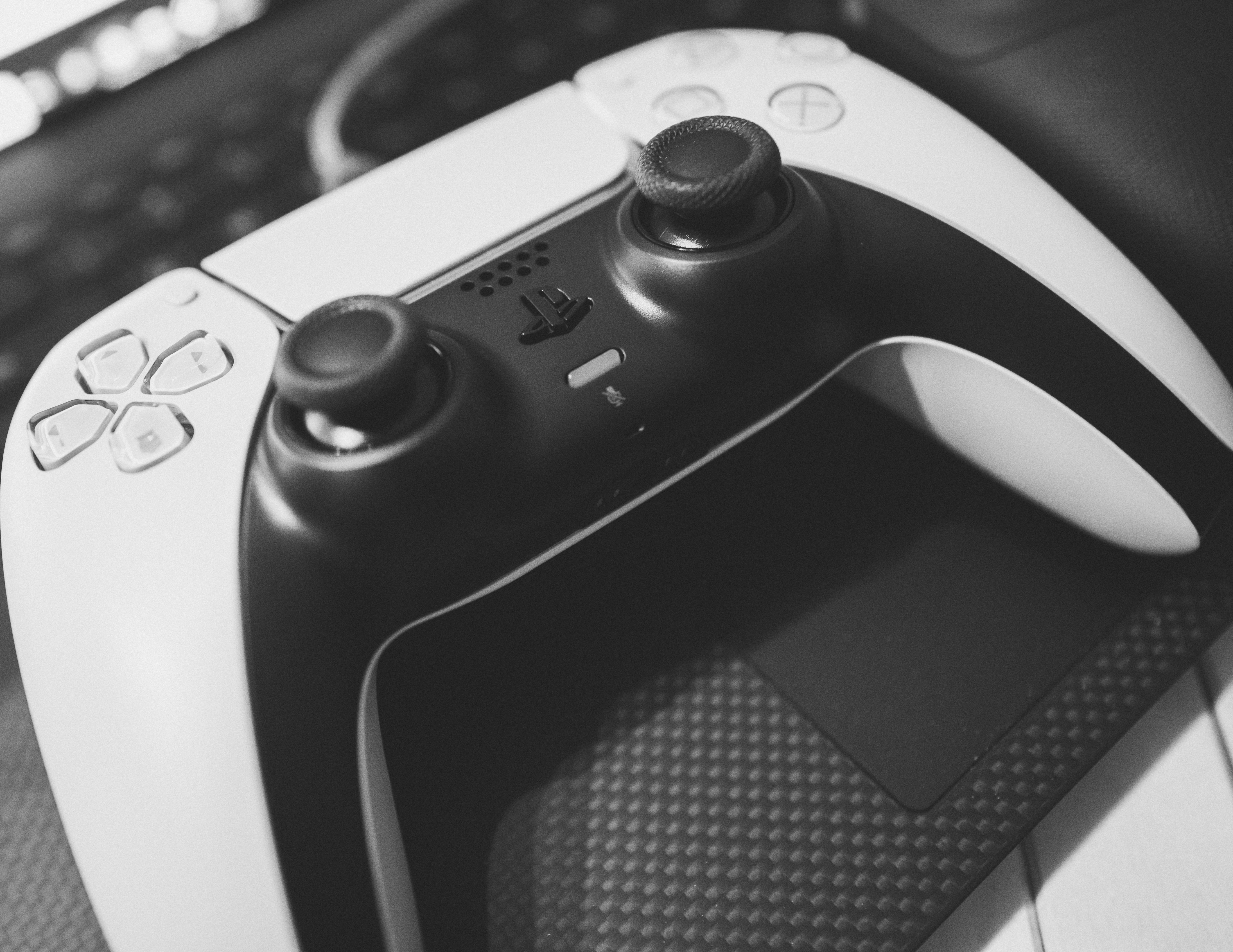
DualSense

El DualSense es el mando de la PlayStation 5 y fue presentado el 7 de abril de 2020. Se basa en el controlador DualShock 4 que vino antes que él, pero con una evolución a su diseño y capacidades influenciadas por discusiones con diseñadores de juegos y jugadores.
A diferencia de los mandos DualShock anteriores, el DualSense tiene un esquema de coloración bicolor (principalmente blanco con orientación negra) y botones de acción monocromáticos, marcando la primera vez que los botones de acción para un mando PlayStation estándar no están coloreados en colores arco iris, aunque las consolas portátiles de PlayStation, PlayStation Vita y PlayStation Portable, ambos tenían botones monocromáticos. Incorpora un diseño más ergonómico que es algo más grande y redondo que el DualShock 4. La barra de luz se ha movido desde la parte superior del controlador a los bordes izquierdo y derecho del panel táctil. Mientras que el controlador mantiene el mismo número de botones que el DualShock 4, el botón "Compartir" se ha reemplazado por "Crear" con un enfoque ampliado en la creación de contenido para compartir con otros. El DualSense tiene una fuerte retroalimentación háptica a través de actuadores de bobina de voz, que están destinados a dar una mejor retroalimentación en el juego. El altavoz del controlador se ha mejorado y ahora se ve aumentado por una nueva matriz de micrófonos integrada que permite a los jugadores hablar con otros usando sólo el controlador. El controlador tiene disparadores adaptativos que pueden cambiar la resistencia al jugador según sea necesario, apoyando una experiencia como dibujar virtualmente una flecha de un arco. La conectividad incluye un conector de audio de 3,5 mm y USB-C, que reemplaza el puerto microUSB en el DualShock 4. Su batería se ha actualizado a una capacidad de mayor clasificación. Además, la pieza de plástico negro se puede quitar fácilmente, sin ningún desmontaje.
Con PlayStation 5, Sony tiene la funcionalidad de los botones de cara derecha en su interfaz de usuario coherente en todas las regiones, con el botón de cruz y el botón de círculo para representar las acciones predeterminadas de "confirmar" y "cancelar", respectivamente, ya que normalmente son para más juegos occidentales, pero intercambiando cómo se presentan normalmente para los jugadores japoneses.